# تشارلز جيمس كامبل
تشارلز جيمس كامبل (بالإنجليزية: Charles James Campbell)‏ هو شخصية أعمال وسياسي كندي وبريطاني (وحمل سابقاً جنسية المملكة المتحدة لبريطانيا العظمى وأيرلندا)، ولد في 6 نوفمبر 1819، وتوفي في 17 أبريل 1906. انتخب عضو مجلس العموم الكندي.